# Fußball-Manager
Mit Fußball-Manager (englisch Football Manager) wird eine Gattung von Fußballsimulationen bezeichnet, die oftmals Charakteristiken von Wirtschaftssimulationen und Aufbauspielen enthalten. Gemeinsam ist allen diesen Spielen die Möglichkeit, in die Rolle als Trainer und/oder Manager eines Fußballvereins zu schlüpfen und den sportlichen und/oder wirtschaftlichen Erfolg zu beeinflussen. Das Genre ist besonders in Deutschland und im Vereinigten Königreich populär.

## Merkmale und Spielvarianten
Es gibt zahlreiche verschiedene Varianten von Fußball-Manager-Spielen. Insbesondere in Deutschland populär sind Spiele wie Anstoss, Fußball Manager oder We Are Football. Diese Spiele vereinen Fußballsimulation und klassisches Wirtschaftsstrategiespiel mit Aufbauspielelementen. Der Spieler kontrolliert hier beinahe sämtliche Belange eines Fußballvereins. Zum einen übernimmt er die Funktion des Trainers und kümmert sich um Training, Aufstellung, Taktik und Spielleitung. Zum anderen übernimmt er auch die Aufgaben eines Sportdirektors und ist so zusätzlich für Scouting und Kaderplanung verantwortlich. Darüber hinaus kann er auch Managementaufgaben übernehmen und ist so dann in die finanzielle Entwicklung des Vereins involviert. Dies umfasst Bereiche wie Fanartikelverkauf, Sponsoringverträge, TV-Rechte, Gestaltung der Stadioneintrittspreise usw. Selbst der Ausbau des Stadions oder die Planung von Neubauten auf dem Vereinsgelände kann der Spieler übernehmen.
Im Kontrast hierzu stehen Spiele, welche die Rolle eines Managers im englischen Sinne interpretieren. Ein besonders populärer Vertreter dieses Untergenres ist der Football Manager. In diesen Spielen sind die Aufgaben des Spielers weitestgehend auf die Aufgaben eines Trainers und eines Sportdirektors beschränkt. Diese Bereiche sind dann jedoch oft detaillierter und tiefergehender ausgestaltet.
Weitere beliebte Varianten sind beispielsweise (teilweise browserbasierte) Mehrspieler-Onlinespiele, deren Ziel vorwiegend die Zusammenstellung einer Mannschaft oder auch nur einer Aufstellung ist, deren Bewertung von den tatsächlichen Leistungen der realen Spieler am jeweiligen Spieltag (z. B. der Fußball-Bundesliga) abhängen. Die dadurch erhaltenen Punkte entscheiden am Ende der Saison über das Abschneiden des Spielers gegenüber den anderen Spielern. Im Gegensatz zu den vorher genannten Varianten wird also nicht eine rein virtuelle Welt erschaffen, die das reale Geschehen in einem Fußballverein simulieren soll. Vielmehr wird die Spielwelt durch das reale Geschehen direkt beeinflusst. Beispiele hierfür sind Kickbase, Comunio oder das Kicker-Managerspiel.
In manchen Fußballspielen wie FIFA oder Pro Evolution Soccer ist außerdem ein Management-Modus enthalten, der meist eine vereinfachte Variante eines Fußball-Manager-Spiels darstellt.
Für viele Fußball-Manager erwerben die Entwickler Lizenzen, welche es erlauben, echte Namen von Spielern, Vereinen, Ligen usw. zu verwenden. Dieses Merkmal steigert die Authentizität und die Immersion, erfordert aber auch ein hohes Entwicklungsbudget, das kleineren Entwicklerteams meist nicht zur Verfügung steht. Viele Spiele des Genres bieten aber auch einen Editor an, mit dem es möglich ist, die fiktiven Namen selbst anzupassen.

## Geschichte
Die ersten Fußball-Manager wurden in den 1980er Jahren entwickelt. Den Grundstein legte 1982 Kevin Toms für Addictive Games mit dem Football Manager. Das Spiel erfreute sich hoher Beliebtheit, wurde auf mehrere Plattformen konvertiert und erhielt mehrere Nachfolger. Auch als einer der ersten Vertreter des Genres gilt das 1987 für den Commodore 64 erschienene Spiel The Boss. Dieses verfügte bereits über Lizenzen englischer Vereine. Bei The Boss handelte es sich noch um ein textbasiertes Management-Spiel. Wichtige Meilensteine stellten in der Folge die beiden Reihen Bundesliga Manager (ab 1989) und Championship Manager (ab 1992) dar, welche entscheidend zur Popularität des noch jungen Genres in Deutschland bzw. im Vereinigten Königreich beitrugen, das Spielprinzip erweiterten und darüber hinaus einen beachtlichen Umfang boten. Die hauptverantwortlich von Gerald Köhler für Ascaron entwickelte und ab 1993 erschienene Reihe Anstoss etablierte sich schnell als größter Konkurrent zu Bundesliga Manager auf dem deutschen Markt und wurde zu einer der prägendsten Reihen des Genres. Ein besonderes Merkmal der Anstoss-Reihe war die etwas humorvolle Herangehensweise an die Thematik, welche das Spiel auflockerte und wesentlich zum Erfolg der Spiele beitrug. Der im Jahr 2000 veröffentlichte Teil Anstoss 3 gilt dabei bis heute als eines der beliebtesten Fußballmanagement-Spiele überhaupt.
EA Sports, mit der FIFA-Reihe bereits eine bekannte Marke im Bereich der Fußballspiele, vertrieb ab 1997 auch Manager-Spiele. Zuerst nur mäßig erfolgreich gelang mit der ab 2001 veröffentlichten Reihe Fußball Manager schließlich der Durchbruch und die Etablierung als einer der bedeutendsten Wettbewerber im Genre. Wesentlich dazu bei trug die Abwerbung von Gerald Köhler und Rolf Langenberg von Ascaron. In der Folge entwickelten sich EAs Fußball Manager zu besonders komplexen und umfangreichen Fußball-Managern und verdrängten die Spiele der Anstoss-Reihe als bestverkaufte Vertreter des Genres. Ein wesentlicher Vorteil von EAs Spielen war auch das Vorhandensein von Lizenzen, was im Gegensatz zu Anstoss die Verwendung echter Namen erlaubte. Währenddessen etablierte sich im Vereinigten Königreich die ab 2004 erschienene Reihe Football Manager zu einer der bedeutendsten Marken des Genres. Diese Spiele werden von Sega vertrieben und von Sports Interactive entwickelt, welche zuvor bereits für den Championship Manager verantwortlich waren. Im Unterschied zu Anstoss oder Fußball Manager folgt diese Reihe der englischen Genre-Variante.
Im Laufe der 2000er-Jahre begann der Niedergang des in den 1990ern und frühen 2000ern sehr beliebten Genres. Einst populäre Reihen wie z. B. Bundesliga Manager und Anstoss wurden wegen abnehmender Qualität, starken Konkurrenzdrucks oder der Insolvenz der Entwicklerstudios eingestellt. Gerald Köhler sah 2015 als eines der wesentlichen Probleme auch an, dass diese Art von Spieles in ihrer bisherigen Form hauptsächlich für den PC konzipiert wurden, für Konsolen kaum umsetzbar seien und daher vielen Spielern nicht zugänglich seien. Zudem seien diese Spiele für die heutige Zeit zu komplex. In Deutschland entwickelte sich zunehmend EAs Fußball Manager zum quasi Monopolisten, im Vereinigten Königreich der Football Manager von Sega. 2013 stellte EA Sports dann allerdings seine Reihe ebenfalls ein, womit in Deutschland mehrere Jahre lang kein ernstzunehmender Vertreter des Genres mehr erhältlich war, sondern zumeist nur für mobile Geräte konzipierte Spiele mit geringer Tiefe. Aus rechtlichen Gründen (die erworbenen Lizenzen galten nicht für den deutschen Markt; für diesen behielt zunächst weiter EA die Rechte) erschien Segas Reihe lange Zeit nicht in Deutschland. Das änderte sich erst 2018 mit dem Football Manager 2019. Diese Reihe ist seitdem auch in Deutschland sehr erfolgreich.
Gerald Köhler, der inzwischen sein eigenes Studio Winning Streak Games gegründet hatte, startete 2021 mit We Are Football den Versuch, wieder einen Fußball-Manager im Stil seiner bei EA entwickelten Reihe auf dem Markt zu etablieren. Das Spiel leidet aber unter Problemen und wurde in der Fachpresse nur durchschnittlich bewertet. Auch die Anstoss-Reihe soll wiederbelebt werden: Mit Anstoss: Der Fußballmanager (ehemals Anstoss 2022) befindet sich ein neuer Teil in Entwicklung. Die Namensrechte an dem Spiel erwarb zwischenzeitlich Kalypso Media, als Entwicklerstudio fungiert 2tainment. Nach einem Zerwürfnis mit dem Publisher zog sich dieser zurück und überließ 2tainment die Namensrechte, womit das Studio das Spiel nun auf eigene Faust entwickelt. Nachdem mehrere angepeilte Veröffentlichungstermine nicht eingehalten werden konnten, erschien das Spiel 2022 lediglich im Early Access und befindet sich somit noch weiter in Entwicklung.

## Bekannte Spiele und Reihen (Auswahl)
| Titel                     | Entwickler                                 | Publisher                        | Erscheinungszeitraum |
| ------------------------- | ------------------------------------------ | -------------------------------- | -------------------- |
| Anstoss                   | Ascaron                                    | Ascaron                          | 1993–2006            |
| BDFL Manager              | Codemasters                                | Codemasters                      | 1999–2007            |
| Bundesliga Manager        | KRON Simulation Software, Software 2000    | Software 2000, Eidos Interactive | 1989–2001            |
| Championship Manager      | Sports Interactive, Beautiful Game Studios | Eidos Interactive                | 1992–2016            |
| Comunio                   | Comunio GmbH                               | Comunio GmbH                     | 2000–                |
| Fußball Manager           | Bright Future                              | EA Sports                        | 2001–2013            |
| Football Manager          | Kevin Toms                                 | Addictive Games                  | 1982–1992            |
| Football Manager          | Sports Interactive                         | Sega                             | 2004–                |
| Kickbase                  | Kickbase GmbH                              | Kickbase GmbH                    | 2013–                |
| Kicker-Managerspiel       |                                            | Kicker                           | 1991–                |
| Kurt: Der Fussballmanager | Heart-Line                                 | Koch Media                       | 1999                 |
| We Are Football           | Winning Streak Games                       | THQ Nordic                       | 2021                 |